# Friedrich Scholer
Friedrich Eugen Scholer (* 10. April 1874 in Sydney; † Mai 1949) war ein deutscher Architekt.
Er studierte in Sydney an der School of Arts und an der Technischen Hochschule München. Nach dem Studium war er Mitarbeiter von Friedrich von Thiersch in München und ab 1904 selbständiger Architekt in Stuttgart.
1910 gründete Scholer gemeinsam mit seinem Studienfreund Paul Bonatz in Stuttgart das Architekturbüro „Bonatz und Scholer“; diese Zusammenarbeit endete erst 1943/1944. Wie groß der Anteil Scholers an den gemeinsamen Projekten war, lässt sich nicht objektiv feststellen.
Den Durchbruch erreichten Bonatz und Scholer 1911 mit dem 1. Preis im Wettbewerb für den Stuttgarter Hauptbahnhof, dem sich der Ausführungsauftrag 1913 anschloss.

## Bauten und Entwürfe
- 1911–1928: Hauptbahnhof Stuttgart
- 1912–1914: Stadthalle Hannover[1]

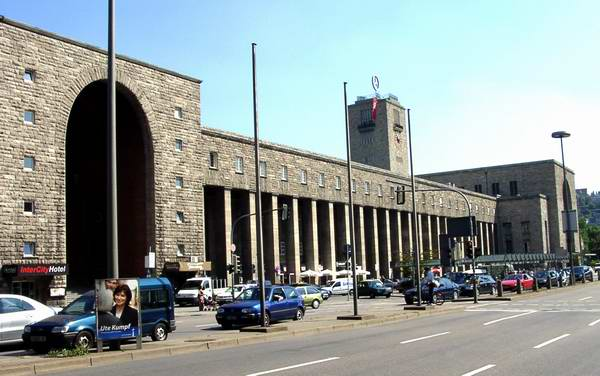
Hauptbahnhof in Stuttgart

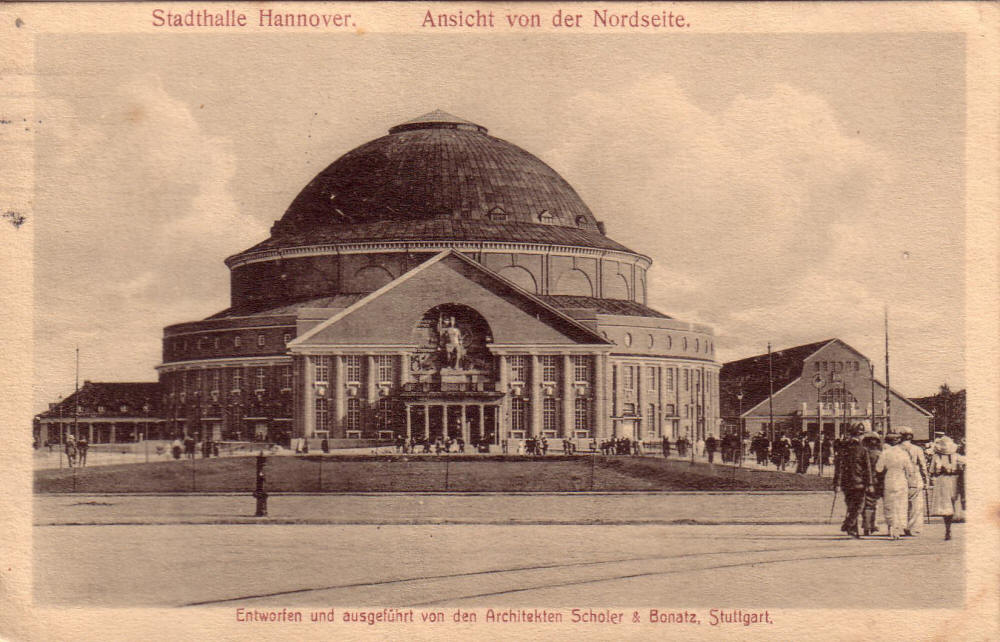
Stadthalle in Hannover

- 1912–1917: Landtagsgebäude in Oldenburg
- 1915: Ledigenheim in Friedrichshafen
- 1915–1917: Zeppelin-Saalbau in Friedrichshafen[2]
- 1923: Villa für Ferdinand Porsche in Stuttgart
- 1927–1929: Inselbad Untertürkheim in Stuttgart
- 1929: Wettbewerbsentwurf für Sportanlagen am Neckar (prämiert mit dem 1. Preis; Ausführung 1931–1933 nach veränderter Planung von Otto Schmidt, dem Leiter des städtischen Hochbauamts, als Stuttgarter Kampfbahn, späteres Neckarstadion, heute MHPArena)
- 1929–1931: Büro- und Geschäftshaus Zeppelinbau in Stuttgart